# Bulweria
Bulweria Bonaparte, 1843 è un genere di uccelli marini della famiglia Procellariidae.

## Tassonomia
Il genere Bulweria comprende le seguenti specie:
- Bulweria bulwerii (Jardine & Selby, 1828) – berta di Bulwer
- Bulweria bifax Olson, 1975 - berta di Olson †
- Bulweria fallax Jouanin, 1955 – berta di Jouanin

## Distribuzione e habitat
Bulweria bulwerii è ampiamente distribuita nella fascia tropicale dell'oceano Atlantico, dell'oceano Indiano e del Pacifico.. L'areale di Bulweria fallax è ristretto all'oceano Indiano nord-occidentale, in particolare al mar Arabico, al golfo di Aden e al golfo di Oman. La terza specie, Bulweria bifax, endemica dell'isola di Sant'Elena, nell'Atlantico centro-meridionale, si è estinta nel XVI secolo.